# Alcalde de San Cristóbal de Segovia
El alcalde de San Cristóbal de Segovia es el cargo público encargado de presidir y gobernar el municipio de San Cristóbal de Segovia. San Cristóbal de Segovia es un municipio de la provincia de Segovia, en Castilla y León.

## Lista de alcaldes

### Democracia (1979 - Actualidad)
| Legislatura       | Gobierno                             | Investidura                          | Fin de mandato                       | Titular                              | Nombre                               | Filiación política                                      |
| Bandera de España | Reinado de Juan Carlos I (1975-2014) | Reinado de Juan Carlos I (1975-2014) | Reinado de Juan Carlos I (1975-2014) | Reinado de Juan Carlos I (1975-2014) | Reinado de Juan Carlos I (1975-2014) | Reinado de Juan Carlos I (1975-2014)                    |
| ----------------- | ------------------------------------ | ------------------------------------ | ------------------------------------ | ------------------------------------ | ------------------------------------ | ------------------------------------------------------- |
| VI (1999)         | GISCS                                | 25 de noviembre de 1999              | 11 de junio de 2003                  | Alcalde                              | Gabino Herranz Benito                | Grupo Independiente de San Cristóbal de Segovia (GISCS) |
| VII (2003)        | PP                                   | 11 de junio de 2003                  | 16 de junio de 2007                  | Alcalde                              | Elías Sacristán Martín               | Partido Popular (PP)                                    |
| VIII (2007)       | PSOE                                 | 16 de junio de 2007                  | 11 de junio de 2011                  | Alcaldesa                            | Belén Salamanca Escorial             | Partido Socialista Obrero Español (PSOE)                |
| IX (2011)         | PP                                   | 11 de junio de 2011                  | 13 de junio de 2015                  | Alcalde                              | Óscar Benito Moral Sanz              | Partido Popular (PP)                                    |
| Bandera de España | Reinado de Felipe VI (2014-actual)   | Reinado de Felipe VI (2014-actual)   | Reinado de Felipe VI (2014-actual)   | Reinado de Felipe VI (2014-actual)   | Reinado de Felipe VI (2014-actual)   | Reinado de Felipe VI (2014-actual)                      |
| X (2015)          | PP                                   | 13 de junio de 2015                  | 15 de junio de 2019                  | Alcalde                              | Óscar Benito Moral Sanz              | Partido Popular (PP)                                    |
| XI (2019)         | PP                                   | 15 de junio de 2019                  | 17 de junio de 2023                  | Alcalde                              | Óscar Benito Moral Sanz              | Partido Popular (PP)                                    |
| XII (2023)        | PP                                   | 17 de junio de 2023                  | En el cargo                          | Alcalde                              | Óscar Benito Moral Sanz              | Partido Popular (PP)                                    |